# Tsubasa Endō
Tsubasa Endō (jap. 遠藤 翼 Endō Tsubasa; ur. 20 sierpnia 1993 w Tokio) – japoński piłkarz grający na pozycji skrzydłowego lub ofensywnego pomocnika w australijskim klubie Melbourne City.

## Sukcesy

### Klubowe
Toronto FC
- Mistrz Canadian Championship: 2016, 2017, 2018
- Mistrz Stanów Zjednoczonych: 2017
- Zdobywca Tarczy Kibiców: 2017